# Nagymaros
Nagymaros là một thành phố thuộc hạt Pest, Hungary. Thành phố này có diện tích 34,37 km², dân số năm 2010 là 4731 người, mật độ 138 người/km².